# 意大利部長會議
部長會議（意大利语：Consiglio dei Ministri，簡稱CdM）是意大利的中央政府。它由部长会议主席（即总理）、所有的部长和部长会议主席秘书长组成。副部长（意大利语：viceministri）和次长（意大利语：sottosegretari）不是部长会议的成员。部长会议的起源可以追溯到1848年薩丁尼亞王國制定的《阿尔贝蒂纳规约》。